# Courtenay Becker-Dey
Courtenay Compton Becker-Dey est une skippeuse américaine, né le 27 avril 1965 à Greenwich (Connecticut).

## Biographie
Courtenay Becker-Dey participe aux Jeux olympiques d'été de 1996 à Atlanta et remporte la médaille de bronze dans l'épreuve de l'Europe.